# Fotografie van A tot Z

## A
Aandrukplaat -
Hans Aarsman -
Berenice Abbott -
Johannes Abeling - 
Achromaat -
Advanced Photo System -
Advanced Photo System type-C - 
Ansel Adams -
Agfa-Gevaert -
Oscar van Alphen -
Emmy Andriesse - 
James Craig Annan -
Apochromaat -
Diane Arbus -
Artefact -
Asahi Optical Co. Takumar 50mm f/1.4 -
Asahi Optical Co. Takumar 55mm f/1.8 -
Asahi Optical Co. Takumar 55mm f/2 -
Eduard Isaac Asser -
Astrofotografie -
Eugène Atget -
Auschwitz Album - 
Autofocus -
Richard Avedon

## B
Balhoofd - 
Alexander Bassano - 
Bayerfilter - 
Cecil Beaton - 
Martijn Beekman -
Beeldhoek -
Beeldsensor -
Beeldstabilisatie - 
Katharina Behrend - 
Belichting (fotografie) -
Belichtingscompensatie -  
Belichtingsmeter -
Belichtingstijd -
Bernd en Hilla Becher -
Éva Besnyő -
Paul Bessem - 
Bewegingsonscherpte -
Bilora - 
Ilse Bing - 
Carel Blazer - 
Bliksempoeder - 
Karl Blossfeldt -
Blue marble - 
BMP -
Karl Boella - 
Sacha de Boer - 
Jan Bogaerts -
Bolfoto -
Bokeh -
Pieter Johannes de Booijs - 
Rommert Boonstra -
Gustav Borgen - 
Alice Boughton -
Alexandra Boulat -
Guy Bourdin - 
Boxcamera -
Bracketing -
Brandpuntsafstand -
Brassaï -
Charles Breijer - 
George Hendrik Breitner - 
Bridgecamera - 
Anne Brigman -
British Institute of Professional Photography - 
Bulb (fotografie)

## C
Calotypie -
Camera -
Camera Notes -
Camera obscura -
Cameraval - 
Camera Work -
Candid camera - 
Canon -
Canon AE-1 -
Canon EF-lensvatting - 
Canon EOS 1000D -
Canon EOS 300D -
Canon EOS 350D -
Canon EOS 400D -
Canon EOS 40D -
Canon EOS 450D -
Canon EOS 500D -
Canon EOS 50D -
Canon EOS 5D Mark II -
Canon EOS-1D Mark III -
Canon EOS 70D -
Canon EOS 77D -
Canon EOS R -
Canon T90 -
Canon T-serie -
Robert Capa -
Étienne Carjat - 
Lewis Carroll -
Carte de visite -
Henri Cartier-Bresson -
Harriet Chalmers Adams - 
Sarah Choate Sears -
CCD -
Centerfold -
Centraalsluiter -
CHDK -
Chronofotografie -
CMOS -
Collodiumprocedé - 
Compactcamera - 
Compositie (beeldende kunst) -
Contax -
Contessa-Nettel -
Contrast -
Anton Corbijn -
Violette Cornelius - 
Pierre Crom - 
Crop-factor -
Crossprocessing -
Culinaire fotografie - 
Cyanotypie

## D
Daguerreotypie -
Louis Daguerre -
Fred Holland Day -
George Davison -
Carl De Keyzer -
Robert Demachy -
Jean Demmeni - 
Deutsche Fotothek - 
Mary Devens -
Dia (fotografie) -
Diafragma (optica) -
Diafragmagetal -
Diana (fotocamera) - 
Diaporama -
Diaprojector -
Willem Diepraam -
Dieux du Stade - 
Diffusiefilter - 
Digiscoping -
Digitale camera -
Digitale fotografie -
Digital Negative Specification -
Digitale beeldbewerking -
Digitale spiegelreflexcamera -
Rineke Dijkstra -
André Disdéri - 
Documentaire fotografie - 
Burhan Doğançay - 
Robert Doisneau - 
Doka -
Desiree Dolron - 
Donkere kamer -
Colman Doyle - 
DPOF -
František Drtikol -
Rudolf Dührkoop -  
Eugène Durieu - 
Dynamisch bereik -
DX number, DX-code -

## E
Earthrise - 
Eastman Kodak -
Rudolf Eickemeyer jr. -
Eigenface - 
Bernard F. Eilers -
Elektronenflitser - 
Hanna Elkan - 
Ed van der Elsken -
Elliott Erwitt - 
Elliott & Fry -
Ruud van Empel -
Encapsulated PostScript -
EOS -
Erotische fotografie - 
Elliott Erwitt - 
Sake Elzinga - 
Hubert van Es - 
Frank Eugene -
European pressphoto agency - 
Frederick H. Evans -
Exchangeable image file format -
Extensible Metadata Platform

## F
The Family of Man -
FED (camera) - 
F-getal -
Film (cinematografie) -
Filmgevoeligheid -
Filter (fotografie) -
Fisheye-objectief -
Fixeer -
Fixeren -
Flickr -
Flitser -
Flitssynchronisatietijd -
FOAM -
Focus stacking -
Fosforplaat -
Foto -
Fotoalbum -
Fotocamera -
Fotochroom - 
Fotoclub -
Fotograaf -
Fotograaf des Vaderlands - 
Fotografie -
Fotografisch Museum - 
Fotogram -
Fotogrammetrie -
Fotomodel -
Fotorolletje - 
fototoestel -
Fotokopiëren -
FotoMuseum (Antwerpen) - 
Fotomuseum Den Haag - 
Fotostrip -
Four Thirds - 
Robert Frank -
Gisèle Freund -
Lee Friedlander -
Fujifilm

## G
Gaatjescamera -
Gammacorrectie -
Gaussobjectief -
Arnold Genthe - 
Geograph Britain and Ireland - 
George Eastman House -
Wilhelm von Gloeden -
Goedeljee -
Nan Goldin -
Gomdruk -
Marnix Goossens -
Helene Goude - 
Graphics Interchange Format -
Grijswaarde -
Groothoekobjectief -
Guy van Grinsven -
Sharbat Gula - 
Andreas Gursky

## H
Bert Haanstra -
Halfkleinbeeld -
David Hamilton -
Gijsbert Hanekroot -
Adelaide Hanscom Leeson - 
Hasselblad - 
Victor Hasselblad -
Hasselblad Award -
Koen Hauser - 
Paul Haviland -
Lady Clementina Hawarden - 
Fred Hazelhoff -
Hugo Henneberg -
Herkadrering - 
Tim Hetherington -
High dynamic range (HDR) -
Maria Hille - 
Lewis Hine - 
Höcker Album - 
Teun Hocks -
Kees Hofker - 
Holga - 
Paul den Hollander -
Frederick Hollyer - 
Holografie -
Hoogtefoto -
Hoya Corporation - 
Clarence Hudson White -
Henri Huet - 
Paul Huf -
Johan Huijsen - 
Johan Huijsser -
Huis Marseille - 
Menno Huizinga - 
Huwelijksfotograaf -
Hydrochinon - 
Hyperfocale afstand

## I
Ilford Photo - 
Image analyzer - 
ImageShack -
Infraroodcamera - 
Infraroodfotografie - 
Corine Ingelse - 
Instagram - 
Invulflits - 
Iphoneografie - 
IPTC -
ISO/ASA -
Isohelie -
Graciela Iturbide -
Joris Ivens -
Wilhelm Ivens

## J
Cor Jaring - 
Joseph Jessurun de Mesquita -
Charles Job - 
Genja Jonas - 
Frances Benjamin Johnston -
Sune Jonsson -
JPEG -
JPEG 2000 -
JPEG LS - 
JPEG Network Graphics

## K
Gerald van der Kaap -
Fritz Kahlenberg - 
Ata Kandó - 
Gertrude Käsebier -
Joseph Keiley -
Richard Kern -
Kerrcel - 
André Kertész - 
Johan van der Keuken -
Carl De Keyzer -
Israël David Kiek -
Kirlianfotografie -
Kleinbeeld -
Kleurfilter -
Kleurtemperatuur -
Knud Knudsen - 
Kodak -
Konica Minolta -
Konica Minolta Dimage 5/7 - 
Kooldruk -
Rudolf Koppitz - 
Alberto Korda - 
Korrel (fotografie) -
Pim Korver - 
Boris Kowadlo - 
Heinrich Kühn - 
Die Kunst in der Photographie -
Kunstenaarsportretten (Jessurun de Mesquita)

## L
David LaChapelle -
Inez van Lamsweerde -
Edwin Land -
Alvin Langdon Coburn -
Dorothea Lange - 
Frans Lanting -
Annie Leibovitz -
Leica -
Frits Lemaire - 
lens -
Rafail Levitski - 
Sergej Levitski - 
Lewis Carroll -
Lex van Rossen Award - 
licht -
Lijst van cameramerken -
Lijst van cameramodellen van Olympus -
Lijst van cameramodellen van Pentax -
Lijst van digitale reflexcamera's van Nikon - 
Lijst van fotografen -
Lijst van persfotografen -
Lijst van straatfotografen - 
Lijst van vrouwelijke fotografen - 
Axel Lindahl - 
Wim van der Linden -
Linhof - 
Gabriel Jonas Lippmann -
Lippmannproces -
Ernst A. Loeb - 
Kadir van Lohuizen -
Lomo -
Lomografie - 
Lomo LC-A - 
Henri de Louw - 
Low dynamic range (LDR) -
Low-keybelichting - 
Lubitel -
Luchtfoto -
Luchtfotografie -
Gebroeders Lumière -
Lunch atop a Skyscraper

## M
Macrofotografie -
Macro-objectief - 
Magnum Photos -
Bertien van Manen -
Manfrotto - 
Robert Mapplethorpe -
Maria Austria Instituut - 
Gustave Marissiaux -
Frédéric Martens -  
Margrethe Mather - 
Steve McCurry - 
Philip Mechanicus -
Ben van Meerendonk - 
Meetzoekercamera -
Megapixel - 
Susan Meiselas - 
Vincent Mentzel -
Jeff Mermelstein - 
Adolf de Meyer -
Mick-A-Matic - 
Microdot - 
Middenformaatcamera -
Minolta AF 70-210mm f/4 -
Léonard Misonne -
Model -
Marcel Molle - 
Yan Morvan - 
Multiple-image Network Graphics -
Nickolas Muray - 
Musée de la photographie (Charleroi) - 
Museum für Fotografie (Berlijn) -
Museum für Photographie (Braunschweig) -  
Eadweard Muybridge

## N
Naaktfotografie - 
Naaktmodel -
Nachtopname -
Nadar - 
Nationale fotocollectie (Nederland) - 
Natuurfotografie -
Nederlands Fotomuseum -
Negatief -
Negatief-positiefprocedé -
Charles Nègre - 
Helmut Newton -
Joseph Nicéphore Niépce -
Nikkor -
Artur Nikodem - 
Nikon Club Nederland - 
Nikon -
Nikon Coolpix 950 -
Nikon Coolpix L110 - 
Nikon Coolpix P80 -
Nikon Coolpix P610 -
Nikon D300 -
Nikon D3000 -
Nikon D3100 -  
Nikon D3X - 
Nikon D4 - 
Nikon D40 -
Nikon D50 -
Nikon D60 -
Nikon D600 -  
Nikon D80 -
Nikon D70s -
Nikon D7000 - 
Nikon D80 -
Nikon DX-formaat - 
Nikonos - 
Ilvy Njiokiktjien - 
Noorderlicht (fotomanifestatie) - 
North American Nature Photography Association -
Mario Nunes Vais

## O
Objectief (fotografie) -
Objectief (optica) -
Objectiefbajonet - 
Objectief met vaste brandpuntsafstand
Oculair -
Ogenbliksfotografie -
Erwin Olaf -
Jacob Olie -
Olympus 35RC -
Olympus Ace -
Olympus C-860L -
Olympus Corporation -
Olympus E-400 -
Olympus E-510 -
Olympus E-520 -
Olympus L-1 -
Olympus OM -
Olympus OM-1 -
Olympus OM-2 -
Olympus Stylus 700 -
Olympus TRIP PANORAMA -
Omkeerfilm -
De Ondergedoken Camera - 
Onderwaterfotografie -
Ontspanvertraging - 
ontwikkelen -
Cas Oorthuys -
Pieter Oosterhuis - 
Open Clip Art Library -
Overheadprojector

## P
Pale Blue Dot - 
Panasonic Lumix DMC-FZ18 -
Panasonic Lumix DMC-FZ5 -
Panoramafotografie -
Panoramio -
Parallax -
Gordon Parks - 
Pasfoto -
Irving Penn -
Pentax -
Pentax *ist D -
Pentax ME-F -
Persfotograaf -
Richard Peter - 
Photo-Secession -
Photobucket - 
Photokina -
Paule Pia - 
Picasa -
PictBridge -
Picturalisme -
Pinhole camera -
Piwigo - 
Pixel -
Plakboek -
Polarisatiefilter -
Polaroid -
Polaroidcamera -
Willem van de Poll - 
Portret -
Portretfotograaf -
William B. Post -
Postmortale fotografie -
Praktica -
Sem Presser -
Pride Photo Award - 
Prix Nadar -
Sergej Prokoedin-Gorski -
Pulitzerprijs voor fotografie - 
Constant Puyo

## R
Raising the Flag on Iwo Jima -
Wiel van der Randen - 
RAW (bestandsformaat) -
Man Ray -
Reflectiescherm -
Regel van derden -
Oscar Gustave Rejlander- 
Tonny van Renterghem - 
Reprocamera -
Resolutie (digitale beeldverwerking) -
Retrofocus- en teleconstructie - 
Léopold Reutlinger - 
Richtgetal -
Leni Riefenstahl -
Lydia Riezouw - 
Jacob A. Riis -
Ringflitser - 
Herb Ritts -
Henry Peach Robinson - 
Rode-ogeneffect -
Rolcamera - 
Rolfilm -
Rollei -
Annelies Romein - 
Röntgenfoto -
Joe Rosenthal -
Lex van Rossen - 
Raymond Rutting

## S
Sebastião Salgado -
August Sander -
Napoleon Sarony - 
Satellietfoto -
Schermzicht (A10) -
Johannes Leendert Scherpenisse - 
Scherptediepte -
Schlierenoptica -
Thomas Schlijper - 
Frederick Scott Archer -
George Seeley -
Selfie - 
Sepia -
Andres Serrano -
Cindy Sherman -
Hans Sibbelee - 
Jeanloup Sieff -
Sinar -
Natalia Skobeeva - 
Sluiter -
Sluitervertraging - 
Edwin Smulders - 
Sociale fotografie - 
Softfocus -
Southworth & Hawes - 
Elmer Spaargaren - 
Speldenprikcamera -
Spiegelreflexcamera -
Spleetsluiter -
Staatsieportret -
Standaardobjectief -
Statief -
Edward Steichen -
Carl Ferdinand Stelzner - 
Stereocamera -
Stereoscopie -
Jacques Stevens - 
Alfred Stieglitz -
Paul Stolk - 
Straatfotografie - 
Paul Strand -
Thomas Struth -
Studio - 
Hiroshi Sugimoto -
Supergroothoekobjectief -
Supermodel -
Francis Meadow Sutcliffe - 
Thomas Sutton - 
Systeemcamera

## T
Kees Tabak -
Krijn Taconis - 
Bjorn Tagemose - 
Tankman - 
Technische camera -
Teleobjectief -
Joop van Tellingen -
Richard Tepe - 
Mario Testino - 
Ellen Thorbecke - 
Through the lens -
Tilt-shiftbewerking - 
Tilt-shiftobjectief - 
Time-lapsefotografie - 
Waldemar Titzenthaler - 
Tussenring -
Tweeogige spiegelreflexcamera

## U
Uitzicht vanuit het raam in Le Gras

## V
Carl Van Vechten -
Verborgen camera -
Vergrotingsapparaat -
Bert Verhoeff - 
View-Master -
Vignettering -
Vlakfilm - 
Teun Voeten - 
Voorwaarde van Scheimpflug -
Voorzetlens - 
Germaine Van Parys

## W
Eva Watson-Schütze -
Hans Watzek -
Weegee - 
Wegwerpcamera - 
Koen Wessing -
Edward Weston - 
Wetenschappelijke fotografie - 
Henry Van der Weyde - 
Clarence Hudson White - 
Wildlifefotografie - 
Anders Beer Wilse - 
George Washington Wilson -
Ad Windig - 
Witbalans -
Walter B. Woodbury -
World Press Photo -
World Press Photo van het jaar - 
David Wilkie Wynfield

## X
XMP

## Y
Yahoo! Photos -
Yann Arthus-Bertrand -
Yashica

## Z
Carl Zeiss -
Zeiss Ikon -
Zelfontspanner -
Zilverbromide -
Zilverchloride - 
Zilveren Camera -
Zilvergelatinedruk - 
Zilverhalogenide -
Zoeker -
Zone-systeem -
Zoom.nl -
Zoomobjectief -
Zwart-wit -
Berend Zweers - 
Ton Zwerver